# San Marone
San Marone ou Igreja de São Maron é uma igreja de Roma, Itália, localizada no rione Ludovisi e dedicada a São Maron, um eremita sírio do século V e fundador da Igreja Maronita. É a igreja nacional da comunidade libanesa maronita na cidade e realiza serviços em língua árabe seguindo o rito antioqueno. A igreja foi construída em 1890 baseada em um projeto de Andrea Busiri Vici para servir ao mosteiro maronita vizinho que, em 1936, foi transformado num hotel.